# Los Lagos (Gemeinde)
Los Lagos ist eine Kommune im Süden Chiles. Sie liegt in der Provinz Valdivia in der Region de los Ríos. Sie hat 19.634 Einwohner und liegt ca. 37 Kilometer östlich von Valdivia, der Hauptstadt der Region.

## Geschichte
Die Geschichte von Los Lagos reicht bis ins 16. Jahrhundert zurück, als auf dem Gebiet der Kommune die Festung Quinchilca gebaut wurde. Doch schon vorher war das Gebiet von den Mapuchen bewohnt. Die Festung wurde bis 1820 genutzt. Danach wurde das Gebiet unter anderem von italienischen Kapuzinern bewohnt. 1891 wurde, einige Kilometer vom Standort der ehemaligen Festung entfernt, die Gemeinde Los Lagos gegründet. 1897 eröffnete die Bahnstrecke zwischen Valdivia und Osorno, an der auch der Bahnhof Los Lagos lag. Allerdings gibt es dort heutzutage keine Zugverkehr mehr.

## Demografie und Geografie
Laut der Volkszählung aus dem Jahr 2017 leben in Los Lagos 19.634 Einwohner, davon sind 9757 männlich und 9877 weiblich. 49,9 % leben in urbanem Gebiet, der Rest in ländlichem Gebiet. Neben der Gemeinde Los Lagos gehören mehrere Ortschaften zur Kommune, etwa Folilco, Antilhue und Riñihue. Die Kommune hat eine Fläche von 1791,2 km² und grenzt im Nordosten an Panguipulli, im Südosten an Futrono, im Süden an Paillaco, im Westen an Valdivia und im Nordwesten an Máfil.
Die Siedlung Riñihue, die Teil der Kommune ist, liegt am Lago Riñihue. Aus ihr entspringen der Río San Pedro, der in Los Lagos mit dem Río Quinchilca zusammenfließt. Beide zusammen bilden den Río Calle-Calle.

## Wirtschaft und Politik
In Los Lagos gibt es 291 angemeldete Unternehmen. Der größte Anteil davon stammt aus dem Bereich der Land-, Forst- und Tierwirtschaft. Außerdem gibt es in Los Lagos Tourismus, so kann man dort unter anderem wandern und Rafting betreiben und auch die Strände am Lago Riñihue nutzen.
Der aktuelle Bürgermeister von Los Lagos ist der unabhängige Samuel Torres Sepúlveda. Auf nationaler Ebene liegt Los Lagos im 54. Wahlkreis, unter anderem zusammen mit Panguipulli, Lago Ranco und La Union.

## Persönlichkeiten
- Víctor Cancino (* 1972), Fußballspieler

## Fotogalerie

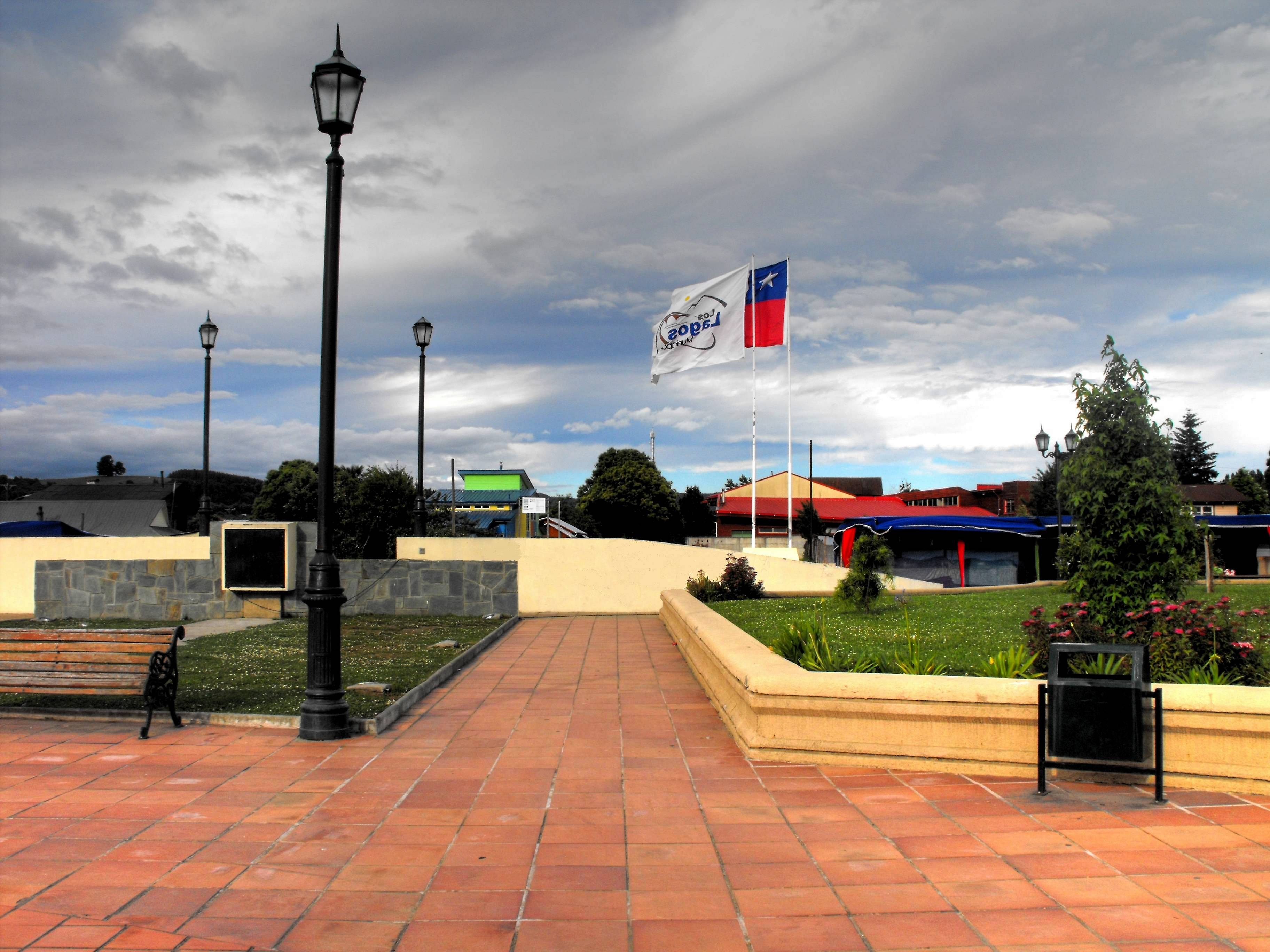
Plaza der Armas von Los Lagos
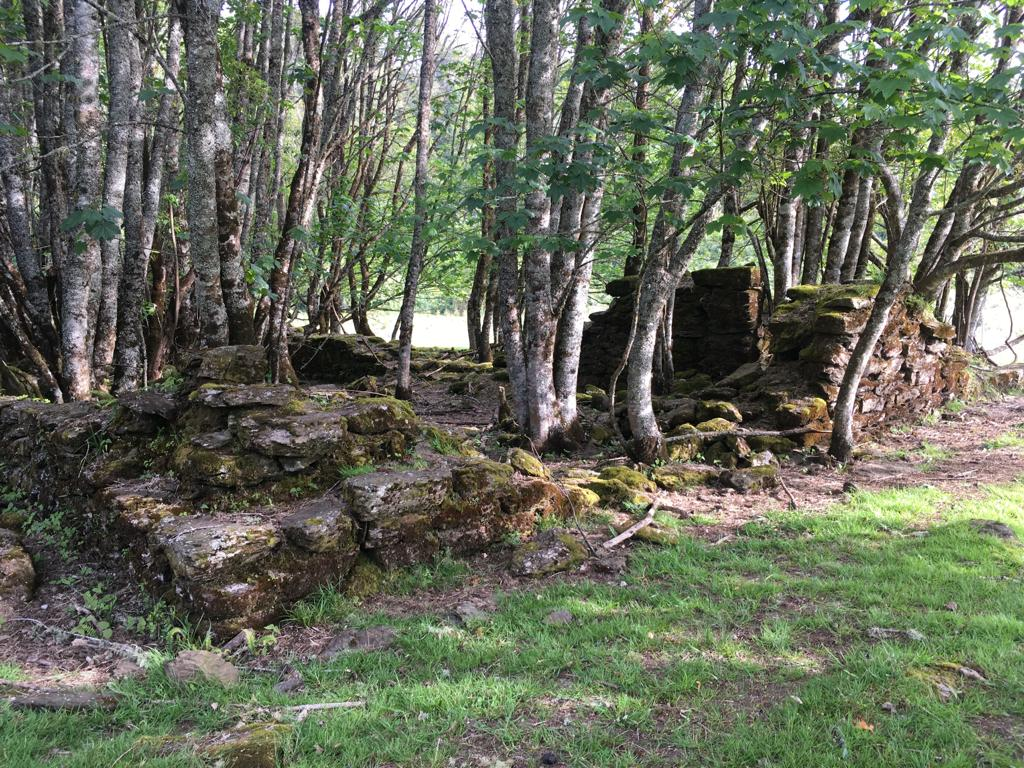
Ruinen der alten Festung Quinchilca
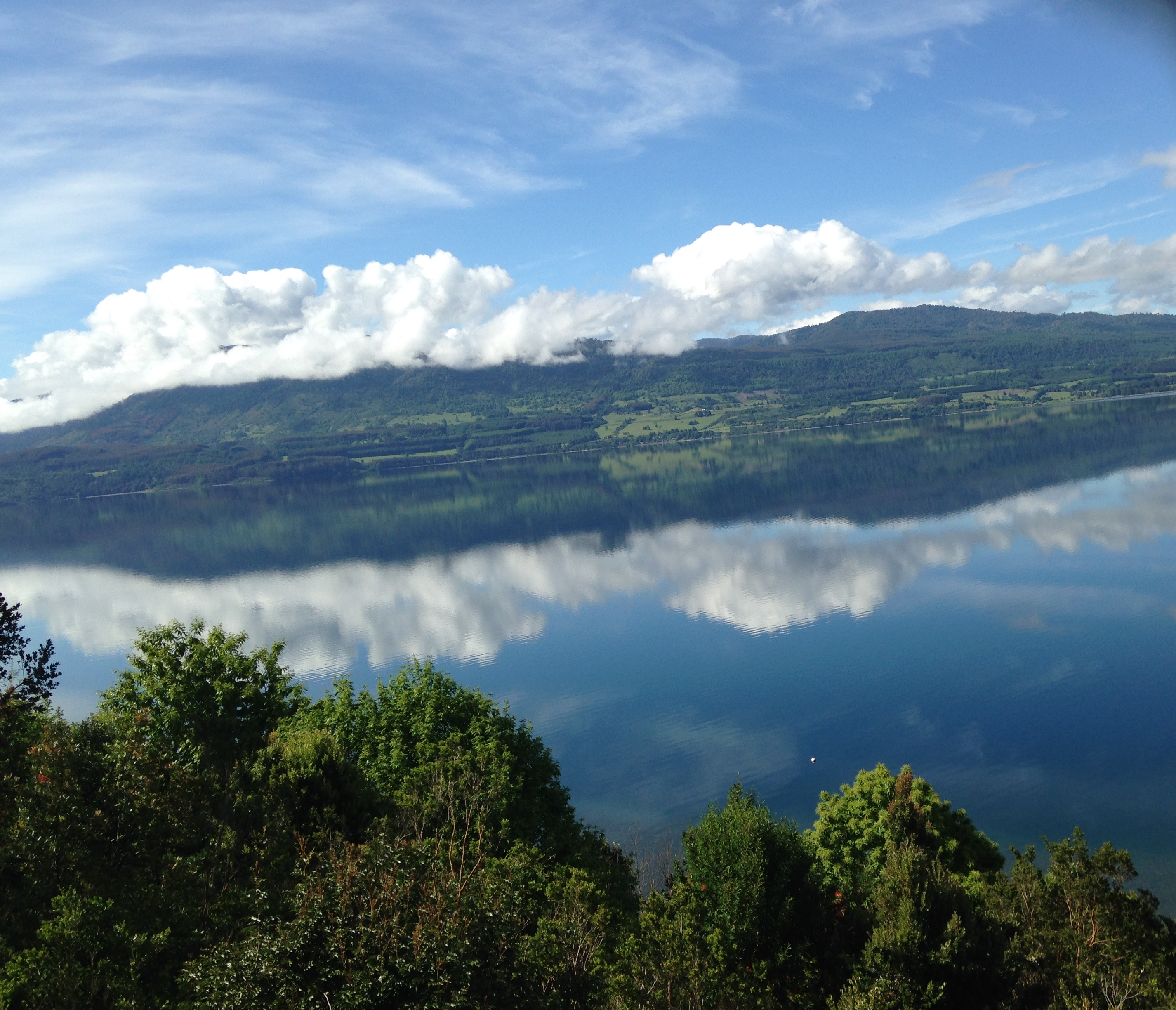
Der Lago Riñihue
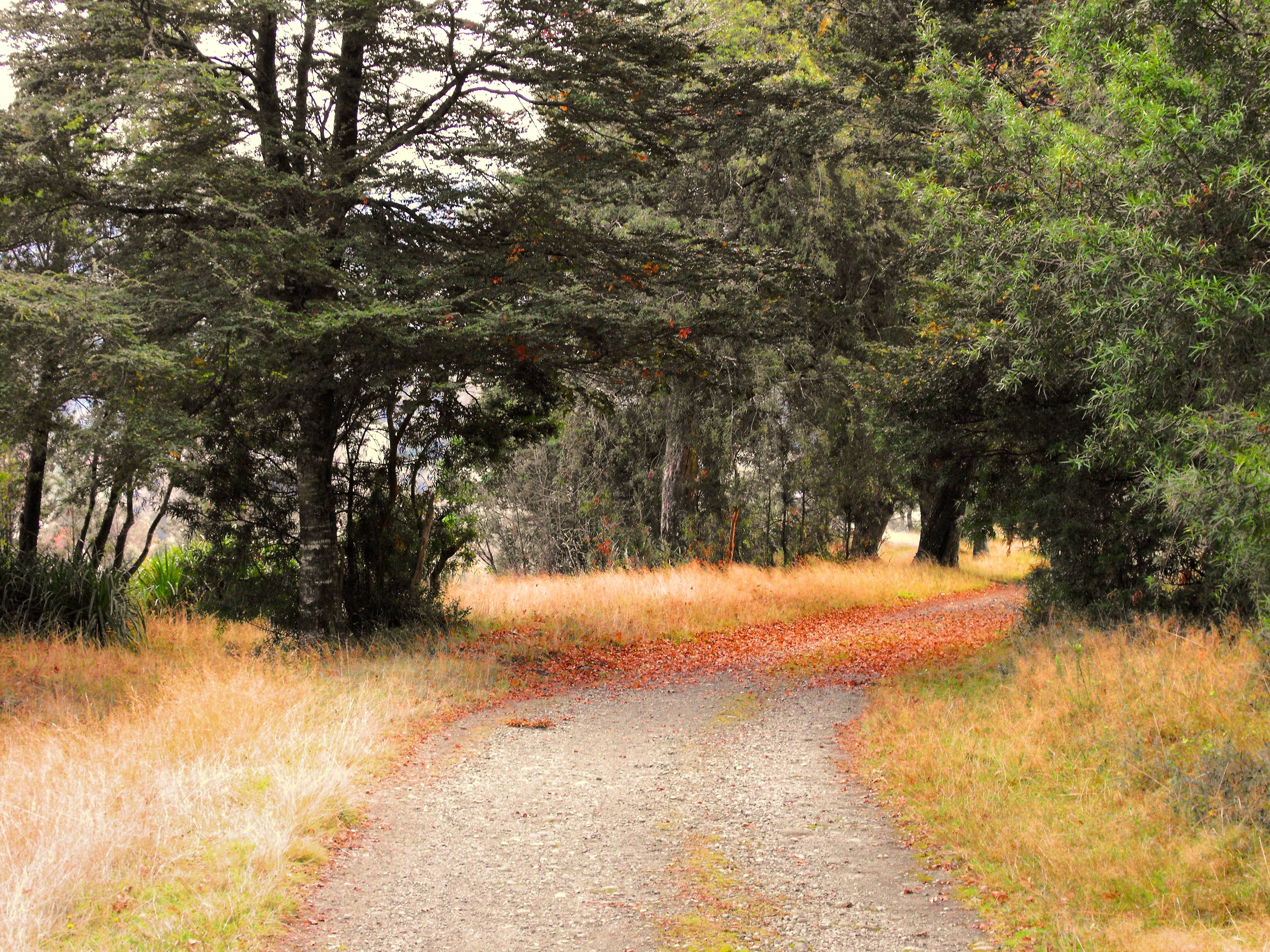
Umgebung von Los Lagos
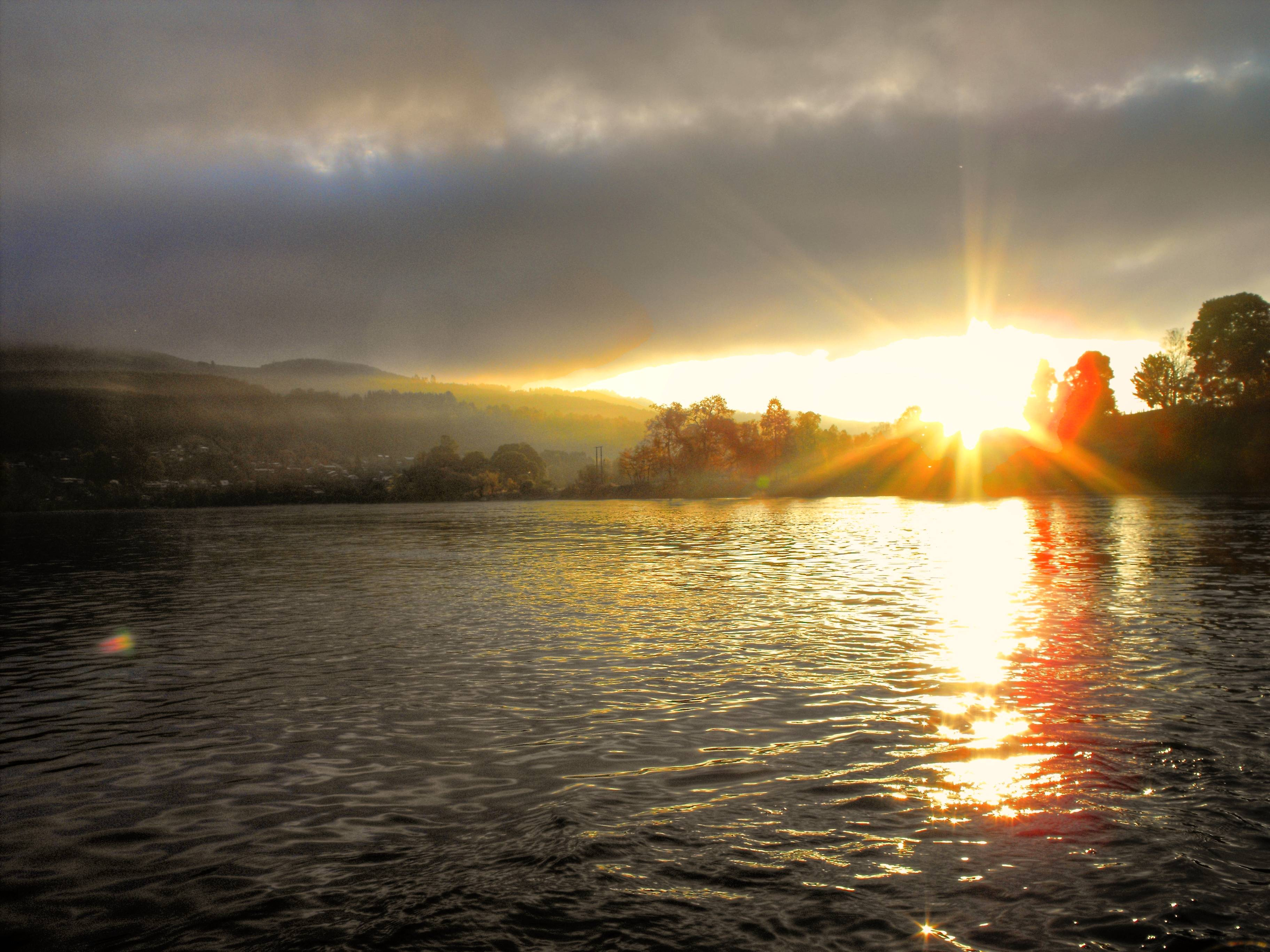
Der Río San Pedro